# Maurizio Sarri
Maurizio Sarri (Nápoly, 1959. január 10. –) olasz labdarúgóedző, a Lazio menedzsere.

## Pályafutása
Maurizio Sarri Nápolyban született. Apja a város egyik kerületében, Bagnoliban dolgozott a Banca Monte dei Paschi di Siena nevű kereskedelmi bankban. Sarri délelőtt szintén a bankban vállalt munkát, délután és esténként pedig képezte magát, edzőnek tanult. 1989-ben döntött úgy, hogy felhagy polgári foglalkozásával és a jövőben csak a labdarúgással foglalkozik.

### A toszkánai évek
Sarri ezt követően majd egy évtizeden át kisebb toszkán klubokat irányított, amatőr szinten egyre nagyobb sikereket elérve. 2000-ben írt alá első profi klubjához, a Sansovinóhoz, amellyel 2004-ben feljutott az olasz harmadosztályba.

### Pescara és Sorrento között
2005-ben aláírt a Pescarához, így a Serie B-ben, azaz a másodosztályban vállalt munkát. Az ezt követő éveken több másod- és harmadosztályú csapatot irányított, 2010-ben Alessandria csapatának élére nevezték ki. 2011 júliusában a Sorrento edzője lett, de a gyengébb eredmények miatt decemberben menesztették.

### Empoli, feljutás az első osztályba
A 2012–13-as szezont megelőzően a másodosztályú Empoli vezetőedzője lett. Az első teljes szezonban az Empoli-t a negyedik helyre vezette, és kvalifikálta csapatát egy toszkánai régiós verseny döntőjében, ahol a Livornóval szemben maradtak alul. A 2013-14-es szezont a második helyen zárta az Empoli, így hat év után újra feljutottak a Serie A-ba, azaz az élvonalba. Sarri a következő évben sikeresen benntartotta csapatát az első osztályban, a bajnokság 15. helyén végezve.

### Napoli
2015. június 11-én Sarri elhagyta az Empolit és aláírt szülővárosa csapatához, a Napolihoz. Rafael Benítezt váltotta a kispadon és régi klubjától vitte magával Mirko Valdifiorit és Elseid Hysajt. Augusztus 23-án, első mérkőzése 2-1-es vereséggel ért véget a Sassuolo ellen. Első győztes találkozója az Európa-liga csoportkörében a belga Club Brugge 5-0-s győzelem volt. A bajnokság első felében az élen állt csapata, 26 év után elhódítva a "Campioni d'Inverno" ("Tél Bajnoka") címet. Sarri irányításával a Napoli új klubrekordot jelentő nyolc egymást követő tétmérkőzést nyert meg. Ezt követően új, hároméves szerződést írt alá. Első idénye végén a második helyen zárt a Napolival, új pont (86) és győzelmi (26) rekordot felállítva. A következő idényben a bajnokság harmadik helyét szerezték meg, miközben szerepelhettek az Bajnokok Ligájában is.

### Chelsea
2018. július 14-én a Chelsea élére nevezték ki, az angol csapatnál Antonio Conte utódja lett. Augusztus 5-én, a Manchester City elleni Community Shield alkalmával mutatkozott be új csapata kispadján. A találkozót a Manchester City nyerte 2–0-ra. Egy héttel később a bajnokságban is bemutatkozott, csapata 3–0-ra győzte le a Huddersfield Townt. Sarri csapata az első tizenkét fordulóban veretlen maradt a bajnokságban, először november 24-én kaptak ki 3–1-re a Tottenham Hotspur csapatától.
2019. február 24-én rendezték a 2019-es angol labdarúgó-ligakupa-döntőt, amelyet a Chelsea a Manchester City ellen játszott. A rendes játékidőben, majd a hosszabbítást követően is 0–0 maradt az eredmény, így büntetőpárbajra került sor. Sarri a hosszabbításban le akarta cserélni kapusát, Kepa Arrizabalagát, de a spanyol kapus megtagadta edzője utasítását, annak ellenére, hogy váltótársa, Willy Caballero már játékra készen állt az oldalvonal mellett. A Chelsea végül 4–3 arányban elvesztette a párbajt és a döntőt, Sarri pedig mérgében kis híján elhagyta a stadiont, csak játékosa, Antonio Rüdiger rábeszélése után gondolta meg magát. A mérkőzés után mind Arrizabalaga, mind Sarri azt mondta, hogy a helyzet félreértés volt, az edző súlyosabbnak hitte játékosa sérülését, a kapus viszont úgy érezte, tudja folytatni a játékot.
Május 29-én Sarri megnyerte első nagy trófeáját vezetőedzőként, miután Chelsea a 2019-es Európa-liga-döntőben 4–1-re legyőzte az Arsenal csapatát.

### Juventus
2019. június 16-án a Juventus vezetőedzője lett, három évre szóló szerződést aláírva a torinói csapathoz. 2019 augusztusában tüdőgyulladással kezelték, ezért ki kellett hagynia a 2019–20-as idény első két bajnokiját. December 22-én a 2019-es olasz labdarúgó-szuperkupa döntőjében 3–1-es vereséget szenvedett a Juventus a Laziótól. 2020. június 17-én büntetőrúgásokat követően 4–2 arányban az Olasz kupa döntőjét is elveszítette Sarri egykori csapata, a Napoli ellenében. A koronavírus-járvány miatt félbeszakított, majd 2020 nyarán folytatódó bajnokságban július 26-án, a Sampdoria elleni hazai 2–0-s győzelemmel biztosította be a klub újabb bajnoki címét, egymást követő kilencedik alkalommal. Ez volt Sarri első jelentős trófeája hazájában, valamint 61 évesen és 198 naposan ő lett a legidősebb edző, aki bajnoki címre vezette csapatát a Serie A-ban, megdöntve Nils Liedholm (AS Roma) 1982–1983-as szezonban felállított rekordját.
2020 augusztusában, a Bajnokok Ligája nyolcaddöntőjéből való kiesés után a Juventus menesztette, helyére pedig Andrea Pirlo érkezett.

### Lazio
2021. június 9-én jelentették be, hogy a Lazio szerződtette vezetőedzőnek.

## Edzői statisztika
2022. szeptember 03-án frissítve.
| Csapat        | Ország      | Szerződés kezdete   | Szerződés vége     | Eredményességi mutató | Eredményességi mutató | Eredményességi mutató | Eredményességi mutató | Eredményességi mutató |
| Csapat        | Ország      | Szerződés kezdete   | Szerződés vége     | M                     | Gy                    | D                     | V                     | Győzelmi %            |
| ------------- | ----------- | ------------------- | ------------------ | --------------------- | --------------------- | --------------------- | --------------------- | --------------------- |
| Sangiovannese | ITA         | 2003                | 2005               | 74                    | 31                    | 26                    | 17                    | 41.89                 |
| Pescara       | Olaszország | 2005                | 2006               | 42                    | 14                    | 12                    | 16                    | 33.33                 |
| Arezzo        | Olaszország | 2006                | 2007               | 16                    | 4                     | 7                     | 5                     | 25                    |
| Avellino      | Olaszország | 2007                | 2007               | 8                     | 5                     | 0                     | 3                     | 62.5                  |
| Verona        | Olaszország | 2008                | 2008               | 6                     | 0                     | 1                     | 5                     | 0                     |
| Perugia       | Olaszország | 2008                | 2009               | 18                    | 5                     | 8                     | 5                     | 27.78                 |
| Grosseto      | Olaszország | 2010                | 2010               | 5                     | 0                     | 4                     | 1                     | 0                     |
| Alessandria   | Olaszország | 2010                | 2011               | 36                    | 15                    | 13                    | 8                     | 39.47                 |
| Sorrento      | Olaszország | 2011                | 2011               | 16                    | 7                     | 6                     | 3                     | 43.75                 |
| Empoli        | Olaszország | 2012. augusztus 12. | 2015. május 31.    | 132                   | 52                    | 45                    | 35                    | 39.39                 |
| Napoli        | Olaszország | 2015. június 12.    | 2018. július 13.   | 111                   | 75                    | 18                    | 18                    | 67.57                 |
| Chelsea       | Anglia      | 2018. július 14.    | 2019. június 16.   | 63                    | 39                    | 13                    | 11                    | 61.9                  |
| Juventus      | Olaszország | 2019. június 16.    | 2020. augusztus 8. | 52                    | 34                    | 9                     | 9                     | 65.38                 |
| Lazio         | Olaszország | 2021. június 9.     | jelenlegi          | 53                    | 23                    | 16                    | 14                    | 43.4                  |
| Összesen      | Összesen    | Összesen            | Összesen           | 929                   | 438                   | 268                   | 223                   | 47.15                 |

## Sikerei, díjai

### Edzőként

#### Klubcsapatokban
Sansovino
- Coppa Italia Serie D: 2002–03[35]

Chelsea
- Európa-liga: 2018–19[36]

Juventus
- Olasz bajnok: 2019–20[37]

#### Egyéni
- Panchina d’Argento: 2013–14[38]
- Panchina d’Oro: 2015–16[39]
- Enzo Bearzot-díj: 2017[40]